# Escut de Peramola
L'escut oficial de Peramola té el següent blasonament:
Escut caironat: de gules, una mola d'argent. Per timbre una corona de baró.
Va ser aprovat el 6 d'agost de 1985. El castell local va ser el centre d'una baronia, originàriament pertanyent als Peramola. L'escut de la vila ha adoptat les armes parlants dels barons: una mola, o roda de molí.